# Charles Ferdinand Gambon
Charles Ferdinand Gambon (Bourges, 19 marzo 1820 – Cosne-Cours-sur-Loire, 6 settembre 1887) è stato un avvocato e politico francese.
Fu più volte deputato dell'Assemblea Nazionale e sostenitore della Comune di Parigi.

## Biografia
Nato in una famiglia benestante e rimasto presto orfano, fu allevato dalla nonna a Suilly-la-Tour. Dopo gli studi classici, divenne avvocato a 19 anni, nel 1839, e l'anno dopo fondò il Journal des Écoles. Nel 1846 fu nominato giudice supplente a Cosne-Cours-sur-Loire, ma fu sospeso l'anno seguente per essersi rifiutato, durante un «banchetto riformista» da lui stesso organizzato a Cosne, di offrire un panino a Luigi Filippo e di aver inneggiato alla sovranità nazionale.
Nel 1848, con la Rivoluzione, fu eletto all'Assemblea Costituente e si oppose alla repressione dei moti di giugno. Nel 1849 fu eletto all'Assemblea legislativa e il 13 giugno prese parte alla manifestazione di protesta contro la spedizione contro la Repubblica Romana voluta da Luigi Bonaparte. Processato per «incitamento alla guerra civile», fu condannato alla deportazione per 10 anni nell'isola di Belle Île.
Caduto l'Impero e proclamata la Repubblica il 4 settembre 1870, l'8 febbraio 1871 fu eletto all'Assemblea Nazionale come socialista rivoluzionario. Si dimise quando fu eletto, il 26 marzo, al Consiglio della Comune. Sedette alla Commissione giustizia e il 9 maggio fu membro del Comitato di Salute pubblica. Sfuggì alla repressione dei versagliesi fuggendo in Belgio e poi trasferendosi in Svizzera. Il tribunale militare francese lo condannò in contumacia a 20 anni di lavori forzati in novembre e l'anno dopo alla pena di morte. A Ginevra fondò con Gustave Cluseret il Bulletin de la Commune.
Amnistiato nel 1880, tornò in Francia e fu eletto nel 1882 all'Assemblea Nazionale. Non fu rieletto nel 1885 e si ritirò a Cosne-sur-Loire dove morì nel 1887.

## Scritti
- La Revanche de la France et de la Commune, 1871
- Réponse à l'Assemblée "souveraine" de Versailles. La dernière Révolution, 1872